# Zaraah Abrahams
Zaraah Abrahams, a właściwie Zaraah Clover Abrahams (ur. 27 marca 1987) – brytyjska aktorka. W 2008 wzięła udział w brytyjskiej edycji Gwiazdy tańczą na lodzie.

## Filmografia
| Telewizja & Film | Telewizja & Film              | Telewizja & Film       | Telewizja & Film                   |
| Rok              | Tytuł                         | Rola                   | Uwagi                              |
| ---------------- | ----------------------------- | ---------------------- | ---------------------------------- |
| 2003–2005        | Dziewczyny i miłość           | Magda                  | 27 odcinków                        |
| 2005–2007        | Coronation Street             | Joanne Jackson         | 176 odcinków                       |
| 2007–2010        | Waterloo Road                 | Michaela White         | 56 odcinków                        |
| 2008, 2014       | Gwiazdy tańczą na lodzie (UK) | Jako ona sama          | Zajęła 3. miejsce                  |
| 2009             | Hole in the Wall              | Jako ona sama          |                                    |
| 2011             | Waterloo Road Reunited        | Michaela White         | 2011 (6 odcinków)                  |
| 2012             | Payback Season                | Clarissa               | Film                               |
| 2012             | Scott & Bailey                | Daysha Kaye            | Seria 2, odcinek 7 #2.7, odcinek 1 |
| 2012             | Bedlam                        | Laura                  | Odcinek 1 – „The Long Drop“        |
| 2013             | Black Girl in Paris           | Luce                   | Film krótkometrażowy               |
| Od 2013          | Secret Dealers                | Jako ona sama/Narrator | Serial TV                          |
| 2014             | Da Sweet Blood of Jesus       | Ganja Hightower        | Film                               |
| 2014             | Szpital Holby City            | Lisa Cole              | Odcinek 39 - „Captive“             |
| 2015             | The Knick                     |                        | Seria 2                            |